# Lyanco
Lyanco Evangelista Silveira Neves Vojnovic (Vitória, Brasil, 1 de febrero de 1997), o simplemente Lyanco, es un futbolista brasileño-serbio que juega como defensor y su club es el Atlético Mineiro del Campeonato Brasileño de Serie A.

## Carrera
Lyanco empezó su carrera en Botafogo y a principios de 2015 recibió ofertas de otros clubes brasileños como Cruzeiro, Palmeiras, Fluminense y también del A. C. Milan, la cual fue cancelado debido a la falta de pasaporte europeo. Finalmente, Lyanco se unió al São Paulo.
Hizo su debut profesional como un sustituto en la victoria de su equipo por 2 a 1 ante el Atlético Paranaense. Lyanco empezó a ser titular jugando los 90 minutos en su tercer partido contra el Joinville, partido el cual finalizó 0 a 0.

## Selección nacional
El 28 de enero de 2016 en su cuenta oficial de Twitter que había acordado con los responsables de la Asociación de Fútbol de Serbia para representar a Serbia en las categorías inferiores a nivel internacional. En un futuro, él podría decidir jugar para la Confederación Brasileña de Fútbol.

## Clubes
| Club                        | País       | Año       | Partidos | Goles |
| --------------------------- | ---------- | --------- | -------- | ----- |
| São Paulo F. C.             | Brasil     | 2015-2017 | 25       | 1     |
| Torino F. C.                | Italia     | 2017-2018 | 10       | 0     |
| Bologna F. C. 1909 (cedido) | Italia     | 2019      | 13       | 1     |
| Torino F. C.                | Italia     | 2019-2021 | 43       | 1     |
| Southampton F. C.           | Inglaterra | 2021-2023 | 49       | 1     |
| Al-Gharafa S. C. (cedido)   | Catar      | 2023-2024 | 17       | 2     |
| Atlético Mineiro            | Brasil     | 2024-     | 24       | 0     |

## Palmarés

### Títulos estatales
| Título             | Club             | Estado       | Año  |
| ------------------ | ---------------- | ------------ | ---- |
| Campeonato Mineiro | Atlético Mineiro | Minas Gerais | 2025 |

### Títulos internacionales
| Título                   | Club                   | Sede     | Año  |
| ------------------------ | ---------------------- | -------- | ---- |
| Copa Libertadores Sub-20 | São Paulo F. C. sub-20 | Asunción | 2016 |

## Vida personal
El abuelo paterno de Lyanco, Jovan Vojnović, nació en la zona serbia de Yugoslavia y se trasladó a Brasil cuando tenía 7 años de edad, durante la Segunda Guerra Mundial. Su familia materna tiene raíces portuguesas.